# Italia Nostra

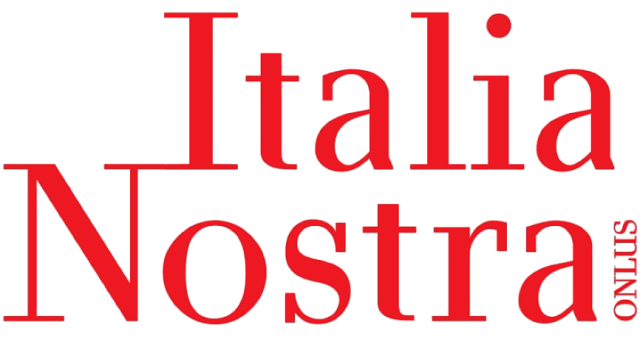

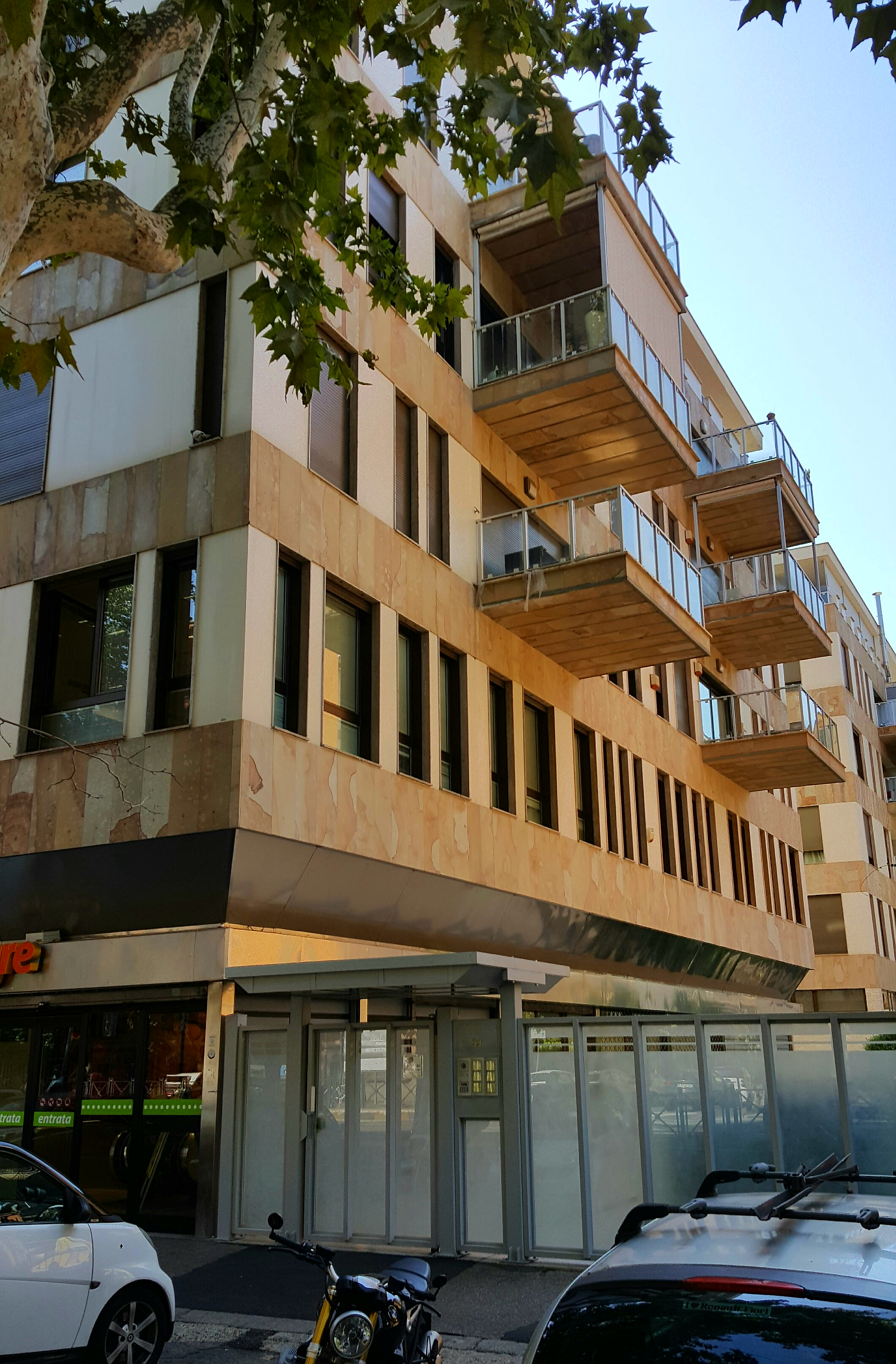
Hauptsitz der Italia Nostra im Stadtteil Parioli in Rom, Viale Liegi 33

Italia Nostra ONLUS ist eine Vereinigung für den Schutz des Kultur-, Kunst- und Natur-erbes. Der 1955 in Rom gegründete und 1958 per Präsidialdekret anerkannte Verband ist einer der ältesten italienischen Umweltverbände. Er hat seinen Sitz in der Viale Liegi 33, im Stadtteil Parioli in Rom.

## Geschichte
Italia Nostra wurde für eine regionale und gebietsmäßig begrenzte Kampagne gegen den Abbruch eines Häuserblocks im historischen Zentrum Roms, in der Nähe der Piazza Augusto Imperatore, gegründet. Der Tätigkeitsbereich dehnte sich bald auf das gesamte Staatsgebiet aus, zum „Schutz von Kultur- und Naturschätzen“, wie es im Slogan der Vereinigung heißt.
Zu dieser Zeit war die Sensibilität für Fragen der Kunst und Umweltschutzes in gehobenen Kreisen weit verbreitet, und Italia Nostra wurde auf Initiative einer Gruppe von Intellektuellen gegründet: Elena Croce, Desideria Pasolini dall'Onda Umberto Zanotti Bianco, der erste Präsident der Vereinigung, Pietro Paolo Trompeo, Giorgio Bassani, Luigi Magnani und Hubert Howard unterzeichneten am 29. Oktober 1955 die Gründungsurkunde von Italia Nostra. Viele Persönlichkeiten haben sich Italia Nostra angeschlossen, darunter Antonio Cederna, Fulco Pratesi, Maria Mozzoni Crespi und Maria Luisa Astaldi.
Die erforderlichen Mittel, für den eigenen Unterhalt und zur Finanzierung der Restaurierung von Denkmälern und Kunstwerken, werden von Italia Nostra durch Kampagnen und der Aktion „5 Promille“ gesammelt.
Italia Nostra hat etwa 200 Sektionen, die über das gesamte Staatsgebiet verteilt sind, und ist förderndes Mitglied von „Europa Nostra“, einem Zusammenschluss von 220 europäischen Naturschutzverbänden; sie ist auch Mitglied des BEE (Bureau Européen de l'Environnement).

## Aktivitäten

### Studien und Forschung
Zu den Aktivitäten von Italia Nostra gehören Lehre, Forschung, Veröffentlichung, kulturelle Freiwilligenarbeit und Unterstützung der Gesetzgebung. Sie hat zum Ziel, im Land das Allgemeinwissen zur Erhaltung der städtischen und ländlichen Landschaft, der Denkmäler und der städtischen Umwelt zu verbreiten.
Sie ist beteiligt an:
- Kulturelles Erbe
- Natürliche und historische Entwicklung
- Historische Zentren
- Raumordnung und Landesplanung
- Nationalparks
- Umwelt und Energie
- Modell der Landesentwicklung
- Mobilität und Verkehr
- Landwirtschaft
- Museen
- Bibliotheken
- Historische Archive
- Tourismus

### Verwaltung der Standorte

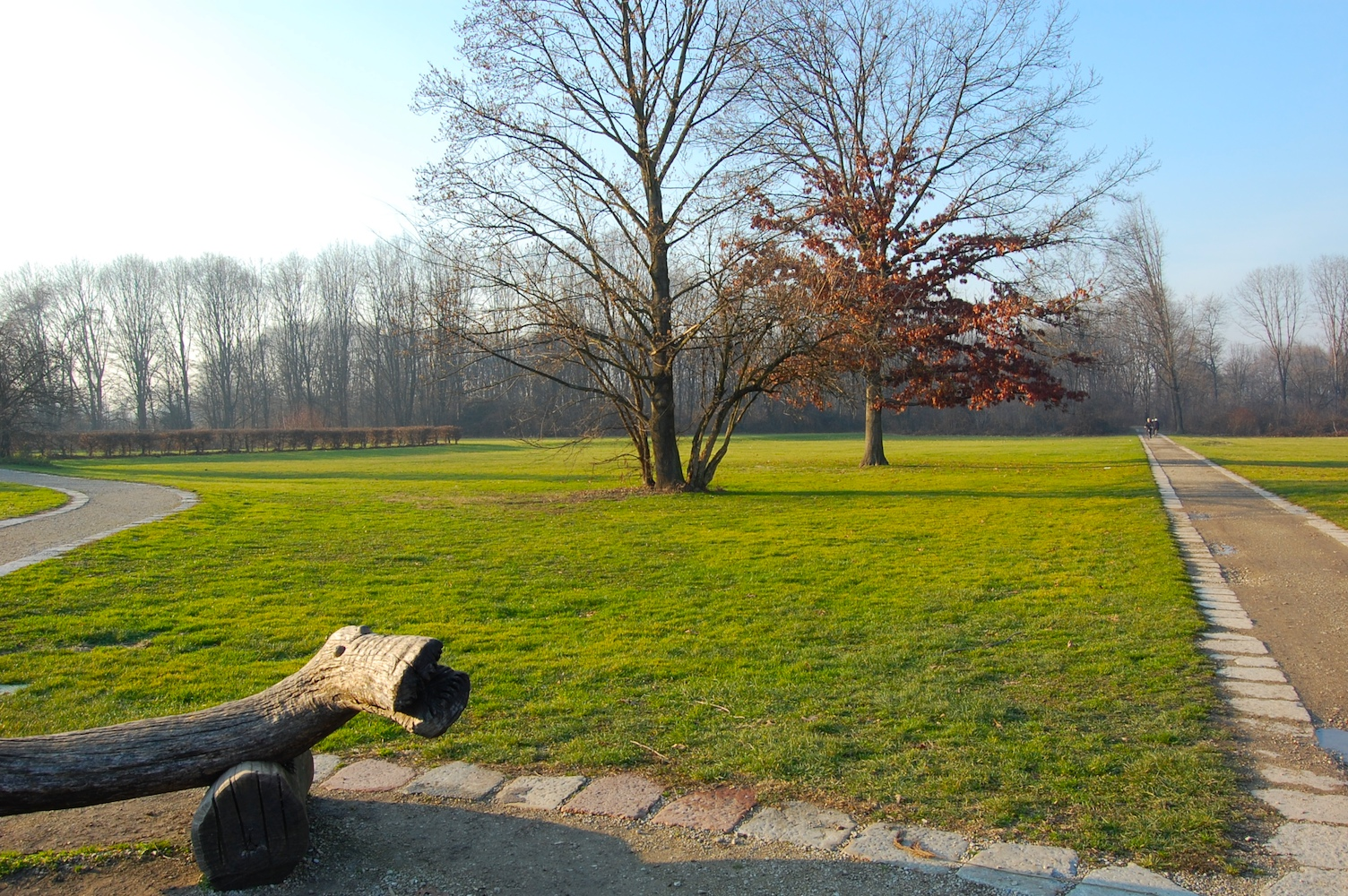
Boscoincittà, ein Park, der von der Stadt Mailand an Italia Nostra in Konzession vergeben wurde.

Italia Nostra ist für die Verwaltung der Anlagen zuständig, die ihr von den Institutionen (in der Regel den Gemeinden) anvertraut wurden. Sie wurde von den betroffenen Gemeinden mit der Verwaltung von 21 Anlagen(Stand Februar 2022) betraut:
- Tenuta presidenziale di Castelporziano
- Riserva Naturale Regionale “Torrente Callora”
- Riserva Naturale Regionale „Monte Patalecchia, torrenti Lorda e Longaniello“
- Area di Valle Banca
- Boscoincittà
- Cava Ongari Cerutti
- Parco „ex Porto di Mare“ in Mailand
- Punto Parco „Cascina Favaglie“ San Rocco
- Parco del Magliano
- Riserva naturale orientata Monte Capodarso e Valle dell'Imera Meridionale
- Centro Educazione Ambientale Selva di Castelfidardo e Museo del Risorgimento di Castelfidardo
- Polo Museale del Porto Vecchio di Trieste
- La Torre Canai di Sant’Antioco
- La quercia „Il Rogolone“
- Area Archeologica „Griso Laboccetta“
- Centro Culturale – Biblioteca „R. Sturani“
- Centro Educazione Ambientale Elsileana Prato di Monte Baldo
- Torre di Alberona
- Eremo di Santo Spirito a Majella
- Grangia San Giorgio
- Eremo di San Bartolomeo in Legio

Weitere verwaltete Standorte:
- Parco della Valle dell'Imera[8]

### Rote Liste
Italia Nostra führt eine landesweite Kampagne durch, in deren Rahmen sie täglich Beschwerden und Berichte von ihren Sektionen und von aufmerksamen und verantwortungsbewussten Bürgern über vernachlässigte oder schutzbedürftige Kulturgüter oder Landschaften, weniger bekannte archäologische Stätten, historische Zentren, Dörfer, Schlösser und gefährdete Einzeldenkmäler sammelt.

### Umberto Zanotti Bianco Preis
Die Vereinigung verleiht zu Ehren seines ersten Präsidenten den „Premio Umberto Zanotti Bianco“, der 1964 ins Leben gerufen und 2010 neu organisiert wurde.

## Präsidenten
- Umberto Zanotti Bianco
- Filippo Caracciolo di Castagneto[11]
- Giorgio Bassani[12]
- Mario Fazio
- Alessandro Merli
- Floriano Villa
- Desideria Pasolini dall'Onda
- Carlo Ripa di Meana
- Giovanni Losavio
- Alessandra Mottola Molfino
- Marco Parini
- Oreste Rutigliano
- Mariarita Signorini
- Ebe Giacometti

## Kontroversen
Im Jahr 2015 wurde der Kunstkritiker und Politiker Vittorio Sgarbi unter Bezugnahme auf die Kritik an der von ihm kuratierten Ausstellung „Da Cimabue a Morandi“ verklagt, nachdem er unter anderem Daniele Benati, den Vorsitzenden von Italia Nostra Bologna, als „eine missbräuchlich handelnde Person“ bezeichnet hatte, indem er sagte, dass „Benati und die Beschwerdeführer 130 Gänse sind“ und die Unterzeichner als „Affen, die unterschreiben, ohne etwas zu wissen“ bezeichnete. Sgarbi wurde wegen Verleumdung angeklagt.
In einem Brief an die Mitglieder im Januar 2016 trat der Kunsthistoriker Tomaso Montanari aus Protest gegen die zunehmende Managementtätigkeit der Vereinigung aus dem Nationalrat der Vereinigung aus und berichtete, dass „Italia Nostra vom Mittel zum Zweck geworden ist: vor allem für diejenigen, die sie leiten...“ Präsident Parini dankte ihm für die geleistete Arbeit und die gemeinsamen Kämpfe und bestätigte, dass „die politische Linie in Übereinstimmung mit der vorangegangenen Dreijahresperiode jedoch von den Mitgliedern geteilt wurde“.